# Манггха
Манггха (повна назва пол. Muzeum Sztuki i Techniki Japońskiej Manggha: Музей японського мистецтва і техніки Манггха) — музей японського мистецтва і техніки у Кракові. Зареєстрований у Державному реєстрі музеїв. Знаходиться на Поліському бульварі неподалік від берега Вісли.

## Історія
В 1920 р. краківський критик, письменник і колекціонер Фелікс «Манггха» Ясенський (пол. Feliks «Manggha» Jasieński) подарував  Національному музею у Кракові свою колекцію з близько 6500 предметів японського мистецтва. Термін «Манггха» є транскрипцією японського слова, в українській мові більш відомого як «Манґа», але в його вихідному класичному значенні, його було взято від назви альбому малюнків «Хокусай манґа» японського художника Кацусіка Хокусай.
Ясенський поставив тільки одну умову: колекція мала виставлятися відвідувачам музею як єдине ціле. Ясенський став почесним директором колекції.
Незважаючи на це, скарби мистецтва залишилися після смерті Ясенського, що послідувала в 1929 р., лежати запакованими в ящиках і в такому стані дочекалися  другої світової війни.
Лише німецькі окупаційні власті  Генерал-губернаторства реквізували колекцію і виставили її в залах т. зв.  Сукняних рядів у Кракові. Там побачив колекцію дев'ятнадцятирічний Анджей Вайда. Тоді Вайда був зачарований на все життя японським мистецтвом.

## Музей
Коли Анджей Вайда отримав в 1987 р. кінематографічну  Премію Кіото, він вирішив пожертвувати всю суму на створення в Кракові музею японського мистецтва, щоб розмістити в ньому колекцію Фелікса Ясенського.
Ініціативу підтримали міська влада Кракова, японський уряд, а також друзі Вайди з Фонду «Кіото-Краків». Навіть японська профспілка залізничників пожертвувала мільйон доларів. Проект створив безкоштовно японський архітектор Арата Ісодзакі.
Музей був урочисто відкритий 30 листопада 1994 р. З 1 грудня 2004 р. він став самостійним закладом культури (до цього він був філією краківського  Національного музею).
У музеї, окрім експонування колекції Фелікса «Манггха» Ясенського, проходять виставки та заходи, а також здійснюється постійна діяльність, така як курси японської мови, курси  чайної церемонії, курси та виставки мистецтва  ікебани . У музеї також розташовується польське товариство Бонсай.
11 липня 2002 р. музей відвідав японський імператор Акіхіто зі своєю дружиною  імператрицею Мітіко.

## Ресурси Інтернету
- Сайт музею [Архівовано 10 липня 2012 у Wayback Machine.]